# Aedes sollicitans
Aedes sollicitans es una especie de mosquito del género Aedes, de la familia Culicidae, orden Diptera. Fue descrita por Walker en 1856.
Tiene una banda llamativa de escamas blancas alrededor del área central de la probóscide y la parte anterior de los tarsómeros posteriores sobre la cual también hay una banda de escamas amarillas en el medio. El abdomen tiene bandas basales blancas y está dividido por una franja longitudinal medial. El tórax es blanco en los lados y la parte superior es marrón, amarillo, dorado y blanco. Se distribuye por Estados Unidos, México, Canadá, Puerto Rico, India, islas Caimán, Cuba y Bahamas.